# Гасников, Михаил Иванович
Михаи́л Ива́нович Га́сников (10 января 1920, Ломеслуд, Вятская губерния — 1989, Калуга) — участник Великой Отечественной войны, Герой Советского Союза.

## Биография
Родился в деревне Ломеслуд (ныне — в Можгинском районе Удмуртии) в крестьянской семье. Русский. Окончил 5 классов. Работал вальцовщиком на металлургическом заводе в Ижевске.
На фронтах Великой Отечественной войны с декабря 1941 года. Был 7 раз ранен. Участвовал в Курской битве, где отличился в районе деревни Снава: с 5 по 9 июля 1943 года под ожесточённым артиллерийско-миномётным огнём и непрерывной бомбёжкой вражеской авиации управлял боем 7-й стрелковой роты, которая отразила 8 атак пехоты и танков, уничтожив до 500 солдат и офицеров, 7 автомашин с пехотой и боеприпасами, подбила и сожгла 3 тяжёлых и 2 средних танка. Во время боя лично противотанковой гранатой подбил танк; будучи ранен, не покинул поля боя до выполнения боевой задачи. За отличие в сражении был награждён орденом Красного Знамени.
Умело руководил боевыми действиями при переправе через реку Нарев. Его батальон захватил плацдарм на правом берегу и, отразив 4 контратаки, обеспечил переправу полка.
После войны продолжил службу в Советской армии. С 1960 — в запасе. Жил в Калуге. Умер 4 ноября 1989 года.

## Награды
- Герой Советского Союза (указ от 24 марта 1945 года, № 5951);
- орден Ленина;
- 2 ордена Красного Знамени;
- орден Отечественной войны 1-й степени;
- орден Красной Звезды.